# Библиотека казнено поправног завода Бања Лука
Библиотека казнено поправног затвора Бања Лука је позајмна библиотека за затворенике и притворенике која се налази у саставу Казнено поправног завода у Бања Луци, Република Српска, БиХ. Налази се на адреси Благоја Паровића бр. 139 б.

## Казнено поправни завод Бања Лука
Казнено поправни завод Бања Лука добија назив 2002. године и представља установу затвореног типа у саставу Министарства правде Републике Српске. 
У КПЗ-у Бања Лука казне затвора издржавају лица осуђена на казну затвора у трајању од 6 мјесеци до 5 година, повратници, страни држављани без обзира на висину казне, као и васпитаници којима је изречена васпитна мера упућивања у васпитно поправни дом.

## Библиотека
У казнено поправном заводу у циљу смисленог коришћења слободног времена и одржавања менталног и физичког здравља затвореника и притвореника, нуди се широка лепеза активности које се спроводе у склопу културно-просветних и спортских активности.
У казнено поправном заводу у Бања Луци је у ту сврху отворена библиотека. Затворска библиотека броји око 3.000 наслова. Библиотека је током 2017. година обогоћена са 400 наслова. Фонд је углавном попуњаван поклонима и донацијама. Велики донатори књига су предузеће дневни лист "Глас Српске" као и "Вечерње новости". Дневно фонд библиотеке користи око 50 лица. 
” 
Затвореници и притвореници читају књиге разноликог жанра, од белетристике до стручне литературе. Читају књиге верског карактера, авантуристичке књиге, криминалистичке као и књиге из области психологије. Библиотека у свом фонду има и стручну литературу, разне законе, прописе и акте. Књиге које су у фонту су углавном у издаваштву "Гласа Српске".